# Референдум о введении поста президента Республики Коми
Референдум о введении поста Президента Республики Коми прошёл в Республике Коми 12 декабря 1993 года, одновременно с Всенародным голосованием по Конституции России.

## Предыстория
26 октября 1993 года была проведена сессия Верховного Совета Республики Коми. К заседанию был подготовлен проект Постановления Верховного Совета РК «О реорганизации органов власти Республики Коми». В проекте говорилось:
«Учитывая общественно-политическую ситуацию в Республике Коми и в связи с конституционной реформой, проводимой в Российской Федерации, Верховный Совет Республики Коми в соответствии с Конституцией Республики Коми постановляет:
1. Признать необходимой реорганизацию органов государственной власти Республики Коми;
2. Считая, что немедленный самороспуск высшего органа власти Республики Коми приведет к обострению кризисных явлений как в общественной жизни республики, так и в экономике, исходя из принципа народовластия, назначить на 12 декабря 1993 года референдум Республики Коми».